# 炒麵麵包

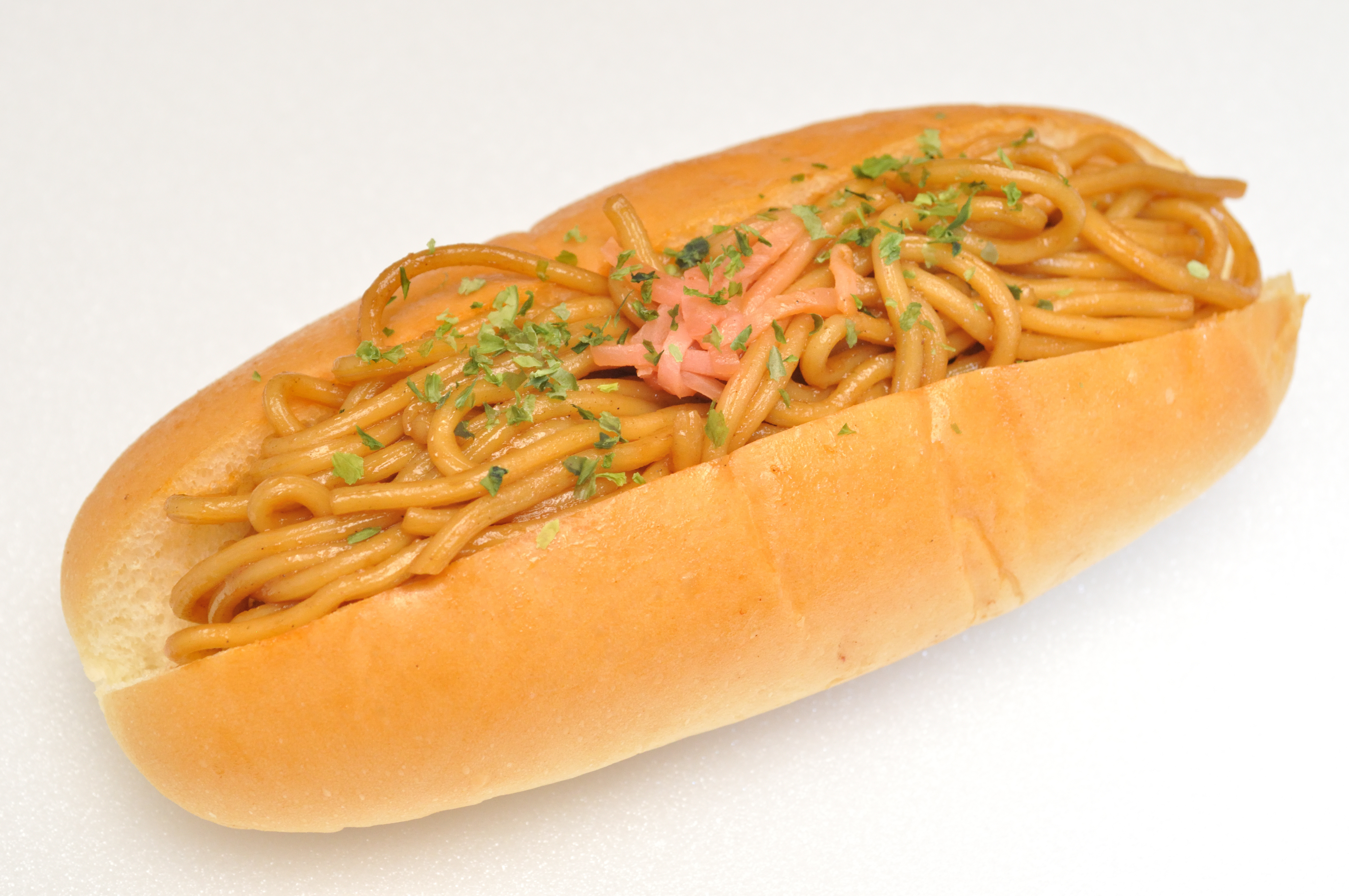
炒麵麵包

炒麵麵包（日语：焼きそばパン）是日本一種用麵包製作的料理，顧名思義是在麵包中夾入炒麵。
製作方法為將長型的熱狗包縱向切開，呈現V字型開口，然後填入炒麵。有時為了避免炒麵的水分浸濕麵包而影響口感，會先在麵包的切口塗上人造奶油。通常也會佐以日式炒面的配料紅生薑、美乃滋、海苔及香菜。炒麵的種類和粗細也因製造者或地域的不同而有所差別，此外調味料的種類、醬汁的濃淡、炒麵的配料等等也因人而異。
如何保存並不使麵包浸濕也是個問題。一般會使用水分較少的炒麵來充填，也因此將炒麵從鍋內舀出時容易使其斷裂，並容易從麵包溢出，因此店家常會使用保鮮膜將其緊緊包覆。
炒麵麵包不使用價格昂貴的食材，因此價格較便宜且穩定。此外食用方便，不需要使用餐盤等餐具，味道濃郁等特性，使得炒麵麵包在日本高中的商店已成為一種標準商品。以校園為背景的戲劇、漫畫、小說、遊戲等等，經常會出現炒麵麵包的身影，甚至經常有以描述爭奪炒麵麵包為主題的章節。